# باتريك جبريل
باتريك جبريل (بالفرنسية: Patrick Gabriel)‏ (18 نوفمبر 1962 بباريس في فرنسا - ) هو مدرب كرة قدم ولاعب كرة قدم فرنسي في مركز الوسط. لعب مع نادي تور ونادي نانسي.

## وصلات خارجية
- باتريك جبريل على موقع قاعدة بيانات كرة القدم.إي يو (الإنجليزية)
- باتريك جبريل على موقع عالم كرة القدم.نت (الإنجليزية)